# Montereycipres
De montereycipres (Cupressus macrocarpa) is een soort uit de cipresfamilie (Cupressaceae). Ze is endemisch in de regio Central Coast van Californië en er zijn nog slechts twee plaatsen, in Pebble Beach en Carmel, beide in Monterey County, met inheemse montereycipressen. De boom is wel veel aangeplant op andere plaatsen langs de Amerikaanse westkust en in West- en Zuid-Europa. In Nieuw-Zeeland en Zuid-Afrika zijn aangeplante montereycipressen zelfs genaturaliseerd. In Kenia wordt de cipres dan weer experimenteel gebruikt voor timmerhout.

## Botanische beschrijving
De kroon is zuilvormig en heeft een spitse top. Als de boom ouder wordt, wordt de kroon meer afgeplat en gespreid met sterke, horizontale takken. De boomschors is bruin en bevat ondiepe richels. Oudere bomen zijn grijs en hebben dikke richels.
De montereycipres heeft schubachtige bladeren met een stompe punt. Ze zijn helder- of donkergroen; de randen zijn lichter. Ze overdekken de twijgen geheel en geven bij kneuzingen een citroengeur af.
Mannelijke kegels zijn geel en eivormig, 3 mm lang en zitten op korte twijgjes achter de vrouwelijke. De vrouwelijke kegels zijn groen, eivormig en 6 mm lang. Deze zitten aan dikkere twijgen. Ze rijpen tot knobbelige, ronde kegels die paarsbruin van kleur zijn. De schubben hebben een centrale knobbel en een gegolfde rand.